# Estreitos turcos

estreito do Bósforo
estreito dos Dardanelos

Estreitos turcos (em turco: Türk Boğazları) se refere a dois estreitos no noroeste da Turquia — o Bósforo, que liga o mar de Mármara ao mar Negro, e os Dardanelos, que liga o mar Egeu ao mar de Mármara. São considerados convencionalmente como a fronteira entre os continentes da Europa e Ásia. Os estreitos turcos são considerados como estando em águas internacionais, governadas desde 1936 pela Convenção de Montreux.
O Bósforo (em turco: Boğaziçi ou İstanbul Boğazı, "estreito de Istambul") é mais setentrional e tem cerca de 30 quilômetros de comprimento e apenas 700 metros de largura. Cruza a cidade de Istambul, tornando-a uma cidade dividida entre dois continentes, e é cruzado por três pontes pênseis — a Ponte do Bósforo a Ponte Fatih Sultan Mehmet e a Ponte Yavuz Sultan Selim.
Os Dardanelos (em turco: Çanakkale Boğazı, "estreito de Çanakkale") tem 68 quilômetros de comprimento e 1,2 quilômetro de largura. Na parte sul da margem oriental situa-se a cidade de Çanakkale. Na parte norte, o estreito é atravessado pela Ponte Çanakkale 1915, a ponte pênsil mais longa do mundo, inaugurada em 2022. Na Antiguidade era conhecido como Helesponto e foi palco de diversos eventos históricos ao longo dos tempos, o mais recente dos quais a Campanha de Galípoli da Primeira Guerra Mundial.

## A "Questão dos Estreitos"
Os estreitos possuem importância estratégica crucial desde os tempos da Guerra de Troia, que foi disputada próximo à entrada do Egeu. Nos últimos dias do Império Otomano, a "Questão dos Estreitos" envolveu diplomatas da Europa e da Turquia.
Pelos termos da Convenção de Londres sobre os Estreitos, assinada em 13 de julho de 1841 entre as grandes potências da Europa — Rússia, Reino Unido, França, Áustria e Prússia — a "antiga regra" do Império Otomano foi restabelecida, fechando os estreitos turcos a todos os navios de guerra, exceto aos dos aliados do sultão, durante períodos de guerra. Isto beneficiou o poderio naval britânico, às custas das forças militares russas, que perderam o acesso de sua marinha ao Mediterrâneo.
O tratado foi apenas um de uma série que lidou com o acesso ao Bósforo, ao mar de Mármara e aos Dardanelos; evoluiu a partir do Tratado de Hünkâr İskelesi, assinado secretamente em 1833, no qual o Império Otomano garantia o uso exclusivo dos estreitos em caso de guerra às "Potências do mar Negro", isto é, o Império Otomano e a Rússia.
O tratado que controla atualmente as relações internacionais nos estreitos ainda é a Convenção de Montreux.